# 프랑크미하엘 발
프랑크미하엘 발(독일어: Frank-Michael Wahl, 1956년 8월 24일~)은 독일의 핸드볼 선수, 지도자로 현역 시절 포지션은 레프트백이다. 현역 시절에 동독 핸드볼 리그 DDR 오버리가의 팀인 SC 엠포어 로스토크에서 전성기를 보냈으며, 통일 이후에는 SG VfL/BHW 하멜른에서 뛰었다. 또한 1980년 하계 올림픽에서 동독 국가대표팀의 우승을 이끌었고, 통일 후에도 독일 국가대표팀 선수로 뛰었다. 그는 국제 경기에 총 344경기에 출전했으며, 동독 대표로 313경기, 독일 대표로 31경기에 출전했다. 또한 그는 동독 국가대표팀 최다 경기 출전자이기도 하다.